# 皖江
皖江是指长江在安徽省境内的部分，上游起于安庆市境内，到下游马鞍山市进入南京市境内为止。长江安徽段（皖江）大致为东北流向，直至江苏省南京市才转折向东进入镇江市、扬州市，因此该段右岸的广大地区自古又称江东。这一段河道在皖南、皖中、宁镇丘陵与北岸平原之间蜿蜒，右岸常有临江的石矶，河床在石矶处变窄然后又展宽，形成宽窄相间的藕节状河床。铜陵大通以下江段受海潮影响，水势和缓，沙洲显露。主要支流有青弋江—水阳江、滁河、秦淮河等。
皖江地区是指长江流域安徽省境内的两岸地区，覆盖地域包括安庆、池州、铜陵、芜湖、马鞍山、宣城（除绩溪）和滁州（除凤阳、定远、明光）、合肥（除长丰北部）以及六安的舒城、金安区。
2010年1月12日，国务院批复《皖江城市带承接产业转移示范区规划》。

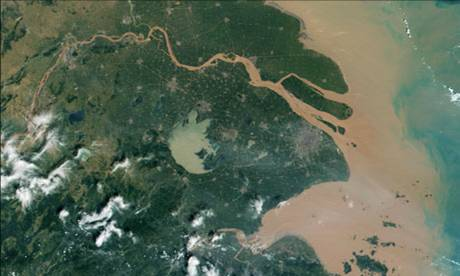
长江三角洲